# Wereldkampioenschappen schaatsen allround 2013
De wereldkampioenschappen schaatsen allround 2013 (voor mannen en vrouwen) vonden plaats op 16 en 17 februari op de overdekte kunstijsbaan Vikingskipet in Hamar, Noorwegen. Voor de mannen was het de 107e keer dat het toernooi werd gehouden en voor de vrouwen de 71e keer.
De titelhouders, Sven Kramer bij de mannen en Ireen Wüst bij de vrouwen, prolongeerden beide hun titel.
| Programma                                                               | Programma                                                                   | Programma |
| ----------------------------------------------------------------------- | --------------------------------------------------------------------------- | --------- |
| zaterdag 16 februari                                                    | zondag 17 februari                                                          |           |
| 500 meter vrouwen 500 meter mannen 3000 meter vrouwen 5000 meter mannen | 1500 meter vrouwen 1500 meter mannen 5000 meter vrouwen 10.000 meter mannen |           |

## Mannentoernooi
Op basis van het eindklassement van het wereldkampioenschap schaatsen allround 2012 worden de 24 startplaatsen verdeeld tussen de verschillende werelddelen. Europa had in 2013 recht op zeventien startplaatsen (dertien rijders bij de eerste 16 plus vier). Noord-Amerika (inclusief Oceanië) mag vier rijders afvaardigen (twee rijders bij de eerste 16 plus twee) en Azië drie (één rijder bij de eerste 16 plus twee). Het aantal plaatsen per land op deze editie zijn verdiend op het EK van 2013, het CK Azië 2013 en CK Noord-Amerika & Oceanië 2013. De verdeling per land is in het schema hieronder af te lezen.
|                             | 4 plaatsen | 3 plaatsen       | 2 plaatsen               | 1 plaats                                       |
| --------------------------- | ---------- | ---------------- | ------------------------ | ---------------------------------------------- |
| Europa (17)                 | Nederland  | Noorwegen, Polen | Rusland                  | België, Duitsland, Italië, Letland, Oostenrijk |
| Azië (3)                    |            |                  |                          | China, Kazachstan, Zuid-Korea                  |
| Noord-Amerika & Oceanië (4) |            |                  | Canada, Verenigde Staten |                                                |

De beoogde Zuid-Koreaanse deelnemer Lee Seung-hoon meldde zich af waarna zijn plek werd ingenomen door een vertegenwoordiger van Japan.

### Afstandspodia
| Afstand | Goud            | Zilver          | Brons          |
| ------- | --------------- | --------------- | -------------- |
| 500m    | Zbigniew Bródka | Håvard Bøkko    | Haralds Silovs |
| 5000m   | Sven Kramer     | Ivan Skobrev    | Bart Swings    |
| 1500m   | Håvard Bøkko    | Zbigniew Bródka | Bart Swings    |
| 10.000m | Sven Kramer     | Bart Swings     | Håvard Bøkko   |

### Klassement
| Rang   | Schaatser             | Land | 500m       | 5000m        | 1500m        | 10.000m      | Punten  |
| ------ | --------------------- | ---- | ---------- | ------------ | ------------ | ------------ | ------- |
| Goud   | Sven Kramer           | NED  | 36,71 (9)  | 6.13,42 (1)  | 1.46,75 (4)  | 13.11,86 (1) | 149,228 |
| Zilver | Håvard Bøkko          | NOR  | 36,01 (2)  | 6.22,00 (5)  | 1.46,34 (1)  | 13.15,83 (3) | 149,447 |
| Brons  | Bart Swings           | BEL  | 36,73 (10) | 6.19,72 (3)  | 1.46,51 (3)  | 13.11,91 (2) | 149,800 |
| 4      | Sverre Lunde Pedersen | NOR  | 36,66 (7)  | 6.20,06 (4)  | 1.47,15 (8)  | 13.25,65 (4) | 150,664 |
| 5      | Ivan Skobrev          | RUS  | 36,79 (12) | 6.19,06 (2)  | 1.46,92 (6)  | 13.35,90 (6) | 151,131 |
| 6      | Renz Rotteveel        | NED  | 36,92 (14) | 6.25,12 (7)  | 1.48,39 (11) | 13.35,84 (5) | 152,354 |
| 7      | Haralds Silovs        | LAT  | 36,20 (3)  | 6.32,52 (12) | 1.47,11 (7)  | 13.47,38 (7) | 152,524 |
| 8      | Zbigniew Bródka       | POL  | 35,80 (1)  | 6.35,88 (15) | 1.46,49 (2)  | 14.09,29 (8) | 153,348 |
| NC9    | Koen Verweij          | NED  | 36,65 (6)  | 6.24,35 (6)  | 1.47,51 (9)  | NS           | 110,921 |
| NC10   | Denis Joeskov         | RUS  | 36,97 (16) | 6.28,23 (10) | 1.46,77 (5)  |              | 111,383 |
| NC11   | Jan Blokhuijsen       | NED  | 36,68 (8)  | 6.25,89 (8)  | 1.48,59 (13) |              | 111,465 |
| NC12   | Jan Szymański         | POL  | 36,39 (4)  | 6.35,43 (14) | 1.48,02 (10) |              | 111,939 |
| NC13   | Jonathan Kuck         | USA  | 37,41 (18) | 6.27,62 (9)  | 1.48,44 (12) |              | 112,318 |
| NC14   | Dmitri Babenko        | KAZ  | 37,22 (17) | 6.34,93 (13) | 1.49,57 (16) |              | 113,236 |
| NC15   | Simen Spieler Nilsen  | NOR  | 36,74 (11) | 6.42,07 (19) | 1.49,71 (17) |              | 113,517 |
| NC16   | Roland Cieślak        | POL  | 37,41 (18) | 6.37,71 (16) | 1.49,15 (14) |              | 113,564 |
| NC17   | Lucas Makowsky        | CAN  | 36,81 (13) | 6.46,75 (21) | 1.49,15 (14) |              | 113,868 |
| NC18   | Moritz Geisreiter     | GER  | 38,55 (24) | 6.31,13 (11) | 1.49,93 (18) |              | 114,306 |
| NC19   | Hiroki Abe            | JPN  | 37,42 (20) | 6.41,94 (18) | 1.51,51 (20) |              | 114,784 |
| NC20   | Alec Janssens         | CAN  | 38,14 (22) | 6.39,87 (17) | 1.49,98 (19) |              | 114,787 |
| NC21   | Sun Longjiang         | CHN  | 36,50 (5)  | 6.50,93 (22) | 1.52,75 (22) |              | 115,176 |
| NC22   | Joey Mantia           | USA  | 36,96 (15) | 6.55,19 (23) | 1.52,32 (21) |              | 115,919 |
| NC23   | Marco Cignini         | ITA  | 38,22 (23) | 6.42,76 (20) | 1.53,37 (23) |              | 116,286 |
| NS2    | Bram Smallenbroek     | AUT  | 37,66 (21) | NS           |              |              |         |

* = met val
NC = niet gekwalificeerd
NF = niet gefinisht
NS = niet gestart
DQ = gediskwalificeerd
Vet gezet = kampioenschapsrecord
Op basis van dit eindklassement zijn de startplaatsen voor de Wereldkampioenschappen schaatsen allround 2014 verdeeld tussen de werelddelen. Europa verwierf achttien startplaatsen (14 rijders bij de eerste 16 plus vier). Noord-Amerika & Oceanië verwierf drie startplaatsen (1 rijder bij de eerste 16 plus twee) en ook Azië verwierf drie startplaatsen (1 rijder bij de eerste 16 plus twee).

## Vrouwentoernooi
Op basis van het eindklassement van het wereldkampioenschap schaatsen allround 2012 waren de 24 startplaatsen verdeeld tussen de verschillende werelddelen. Europa had recht op veertien startplaatsen (tien rijdsters bij de eerste 16 plus vier). Noord-Amerika (inclusief Oceanië) mocht zes rijdsters afvaardigen (vier rijdsters bij de eerste 16 plus twee) en Azië vier (twee rijdster bij de eerste 16 plus twee). Het aantal plaatsen per land op deze editie zijn verdiend op het EK van 2013, het CK Azië 2013 en CK Noord-Amerika & Oceanië 2013. De verdeling per land is in het schema hieronder af te lezen.
|                             | 4 plaatsen | 3 plaatsen               | 2 plaatsen      | 1 plaats                     |
| --------------------------- | ---------- | ------------------------ | --------------- | ---------------------------- |
| Europa (14)                 | Nederland  | Rusland                  | Polen, Tsjechië | Duitsland, Italië, Noorwegen |
| Azië (4)                    |            | Japan                    |                 | Zuid-Korea                   |
| Noord-Amerika & Oceanië (6) |            | Canada, Verenigde Staten |                 |                              |

De beoogde Zuid-Koreaanse deelneemster Kim Bo-reum meldde zich af waarna haar plek werd ingenomen door een vierde vertegenwoordigster van Japan. Ook de Tsjechische vrouwen (Karolína Erbanová en Martina Sáblíková) deden niet mee, hun plekken werden overgenomen door de Oostenrijkse Anna Rokita (15e op het Europees kampioenschap) en de Noorse Mari Hemmer (16e op het EK). Een dag voor het toernooi meldde de Japanse Eriko Ishino zich af waarna haar plek bij gebrek aan een Aziatische reserve weer doorschoof naar Katarzyna Woźniak (18e op het EK).

### Afstandspodia
| Afstand | Goud              | Zilver              | Brons          |
| ------- | ----------------- | ------------------- | -------------- |
| 500m    | Christine Nesbitt | Ireen Wüst          | Lotte van Beek |
| 3000m   | Ireen Wüst        | Diane Valkenburg    | Ida Njåtun     |
| 1500m   | Ireen Wüst        | Jekaterina Sjichova | Linda de Vries |
| 5000m   | Ireen Wüst        | Diane Valkenburg    | Linda de Vries |

### Klassement
| Rang   | Schaatsster         | Land | 500m       | 3000m        | 1500m        | 5000m       | Punten  |
| ------ | ------------------- | ---- | ---------- | ------------ | ------------ | ----------- | ------- |
| Goud   | Ireen Wüst          | NED  | 39,35 (2)  | 4.05,41 (1)  | 1.56,30 (1)  | 7.05,13 (1) | 161,530 |
| Zilver | Diane Valkenburg    | NED  | 39,77 (7)  | 4.08,12 (2)  | 1.57,87 (5)  | 7.07,07 (2) | 163,120 |
| Brons  | Jekaterina Sjichova | RUS  | 39,57 (5)  | 4.08,74 (4)  | 1.56,31 (2)  | 7.16,48 (5) | 163,444 |
| 4      | Linda de Vries      | NED  | 40,44 (12) | 4.10,20 (5)  | 1.57,46 (3)  | 7.09,23 (3) | 164,216 |
| 5      | Ida Njåtun          | NOR  | 40,03 (9)  | 4.08,64 (3)  | 1.58,41 (7)  | 7.17,26 (6) | 164,666 |
| 6      | Jevgenia Dmitrijeva | RUS  | 40,02 (8)  | 4.10,57 (6)  | 1.59,14 (8)  | 7.19,03 (7) | 165,397 |
| 7      | Lotte van Beek      | NED  | 39,44 (3)  | 4.17,17 (15) | 1.58,07 (6)  | 7.32,59 (8) | 166,916 |
| 8      | Masako Hozumi       | JPN  | 41,85 (23) | 4.11,60 (7)  | 2.01,05 (16) | 7.10,19 (4) | 167,152 |
| NC9    | Christine Nesbitt   | CAN  | 38,60 (1)  | 4.18,13 (18) | 1.57,47 (4)  | NS          | 120,777 |
| NC10   | Miho Takagi         | JPN  | 39,53 (4)  | 4.15,71 (12) | 1.59,94 (10) |             | 122,128 |
| NC11   | Brittany Schussler  | CAN  | 40,17 (10) | 4.13,24 (9)  | 1.59,90 (9)  |             | 122,342 |
| NC12   | Kali Christ         | CAN  | 39,66 (6)  | 4.18,22 (19) | 2.00,05 (13) |             | 122,712 |
| NC13   | Olga Graf           | RUS  | 40,50 (14) | 4.14,97 (11) | 2.00,20 (14) |             | 123,061 |
| NC14   | Luiza Złotkowska    | POL  | 40,40 (11) | 4.17,27 (16) | 1.59,98 (12) |             | 123,271 |
| NC15   | Natalia Czerwonka   | POL  | 40,82 (17) | 4.14,93 (10) | 1.59,94 (10) |             | 123,288 |
| NC16   | Maki Tabata         | JPN  | 40,71 (16) | 4.15,87 (13) | 2.00,92 (15) |             | 123,661 |
| NC17   | Mari Hemmer         | NOR  | 41,60 (22) | 4.12,50 (8)  | 2.02,29 (17) |             | 124,446 |
| NC18   | Anna Rokita         | AUT  | 41,34 (20) | 4.17,49 (17) | 2.02,66 (20) |             | 125,141 |
| NC19   | Katarzyna Woźniak   | POL  | 41,11 (19) | 4.21,10 (22) | 2.02,56 (19) |             | 125,479 |
| NC20   | Anna Ringsred       | USA  | 40,45 (13) | 4.26,02 (23) | 2.02,38 (18) |             | 125,579 |
| NC21   | Maria Lamb          | USA  | 41,43 (21) | 4.20,25 (20) | 2.03,82 (22) |             | 126,078 |
| NC22   | Petra Acker         | USA  | 42,03 (24) | 4.20,44 (21) | 2.03,63 (21) |             | 126,646 |
| NC23   | Francesca Bettrone  | ITA  | 41,05 (18) | 4.32,52 (24) | 2.06,35 (23) |             | 128,586 |
| NS3    | Claudia Pechstein   | GER  | 40,68 (15) | 4.15,87 (13) | NS           |             |         |

* = met val
NC = niet gekwalificeerd
NF = niet gefinisht
NS = niet gestart
DQ = gediskwalificeerd
Vet gezet = kampioenschapsrecord
Op basis van dit eindklassement zijn de startplaatsen voor de Wereldkampioenschappen schaatsen allround 2014 verdeeld tussen de verschillende werelddelen. Europa verwierf veertien startplaatsen (10 rijders bij de eerste 16 plus vier). Noord-Amerika & Oceanië verwierf vijf startplaatsen (4 rijdsters bij de eerste 16 plus twee) en ook Azië verwierf vijf startplaatsen (3 rijdsters bij de eerste 16 plus twee).